# Sheila Gama
Sheila Chaves Gama de Souza (Rio de Janeiro, 18 de abril de 1954) é uma pedagoga e política brasileira filiada ao PDT. 
Mulher do ex-deputado Aluísio Gama, foi eleita deputada estadual em 2006, licenciando-se do cargo em 2009 para assumir a vice-prefeitura de Nova Iguaçu. 
Sheila também já foi candidata à prefeitura de Nova Iguaçu no ano 2000, mas não foi bem sucedida. Em março de 2010, recebeu o cargo de prefeita das mãos de Lindberg Farias, que deixou a prefeitura para concorrer ao Senado Federal.
Em novembro de 2014, foi vítima de envenenamento com chumbinho por uma empregada doméstica após tê-la demitido. Chegou a sofrer uma parada cardíaca e, após 10 dias internada, recebeu alta.